# Mulegé
Mulegé ([mu.le.ˈhe], offiziell Heroica Mulegé) ist eine Stadt im mexikanischen Bundesstaat Baja California Sur mit 3821 Einwohnern (Zensus 2010). Sie liegt etwa 60 km südlich von Santa Rosalía.

## Geschichte
Das Flusstal des heutigen Mulegé wurde im Jahre 1702 von dem Jesuiten Pater Juan María de Salvatierra als Platz für eine Mission, und damit für eine Siedlung, entdeckt. 
Wie überall in Mittel- und Südamerika waren es die spanischen Conquistadores und damit verbunden die kirchlichen Ordensträger, die Missionen und Siedlungen anlegten. Das Tal des zu der Zeit noch unbenannten Flusses war wegen des vorhandenen Wassers prädestiniert für eine Siedlung. Mulegé liegt nur etwa 2 km vom Ozean entfernt.
Im Jahre 1754 begann der Pater Francisco Escalante mit dem Bau der Missionskirche heute einfach „Mission“ genannt. Später kamen noch zahlreiche spanische Missionare in den Flecken des heutigen Mulegé um auch das Hinterland zum Katholizismus zu bekehren.
Offiziell darf sich Mulegé Heroica Mulegé nennen. Dieser Titel geht auf den Amerikanisch-Mexikanischen Krieg der Jahre 1846–1848 zurück. General Santa Ana belagerte die berühmte Festung Alamo in San Antonio (Texas) und nahm diese auch ein. Die Truppen der Vereinigten Staaten versuchten im Gegenzug die gesamte Halbinsel Niederkalifornien für die Vereinigten Staaten zu erobern. Sie belagerten Mulegé. Die Anwohner von Mulegé und der umliegenden Dörfer schlugen die US-amerikanische Armee in die Flucht. Mulegé wurde nicht erobert. Zur Belohnung dieser Verteidigung bekam Mulegé den offiziellen Titel Heroica Mulegé.

## Sehenswürdigkeiten
- Zu den Sehenswürdigkeiten gehört die Mission Santa Rosalía de Mulegé, die 1705 gegründet wurde.
- Auch die Höhlenmalereien der Sierra de Guadalupe nahe Mulegé zählen zu den Sehenswürdigkeiten. Die Bilder in den Höhlen sind sehr reichhaltig und finden sich auch in der Sierre de San Borjita und La Trinidad.
- Eine Besonderheit in Mulegé ist das alte Gefängnis. Erbaut im Jahre 1907 wurde es ganz ohne Gitter erstellt. Die Gefangenen konnten sich frei bewegen und mussten nur abends wieder erscheinen. Fluchtversuche waren selten, die Staatsstraße MEX 1 gab es noch nicht. Zudem hatten sich alle Gefangenen verpflichtet, Flüchtenden nachzustellen und wieder zurückzubringen. Das Gefängnis ist heute ein Museum.

## Wirtschaft
Mulegé ist bekannt für seine reichen Fischgründe im Mar de Cortés (Golf von Kalifornien), benannt nach dem spanischen Eroberer Hernán Cortés. An der Küste vor Mulegé im Golf von Kalifornien kommen eine kalte Strömung aus dem Norden und eine warme Strömung aus dem Süden (Pazifik) zusammen und kreieren einen nahezu unvergleichlichen Fischreichtum. Fischereiindustrie der Einheimischen und Hochseeangeln der Touristen ist somit auch eine der wirtschaftlichen Grundlagen in Mulegé. Natürlich ist mit der Hochseeangelei erheblicher Tourismus verbunden.
Erst 1976 erreichte die Staatsstraße MEX 1 Mulegé. Bis dahin führte lediglich eine unbefestigte Straße von der Staatsgrenze der USA im Norden bis zur Südspitze der Halbinsel. Eine LKW-Fahrt von Tijuana (Grenzstadt an der Grenze zu den USA) nach Mulegé, die heute zirka 12 Stunden dauert, dauerte vor 1976 bis zu 4 Tage. Mulegé war vor allem über den Seeweg zu erreichen. Bis 1976 versorgte sich die Bevölkerung um Mulegé hauptsächlich aus eigenem Anbau und der Fischereiindustrie.

## Klima und Anbau
Obwohl Niederkalifornien in der gesamten Länge von über 1600 Kilometern zu den niederschlagsärmsten Gegenden der Welt zählt, ist Mulegé eine Ausnahme. Mulegé liegt am Río de Santa Rosalía, der die Region um Mulegé mit Wasser versorgt. Dem Wasservorkommen verdankt die Region reiches Pflanzenwachstum mit allen Palmenarten und Bananen, Zitronen, Limonen und Apfelsinen, Mangos sowie allen Gemüsesorten, die man aus Europa kennt. Blumenkohl, Spinat und Möhren um nur einige zu nennen, gedeihen in der Region um Mulege prächtig. Die Erde in dieser Region ist sehr fruchtbar.

## Besonderheiten
- Der Regierungsbezirk Mulegé reicht von der Stadtgrenze von Guerrero Negro etwa 250 km nördlich von Mulegé bis ungefähr 60 km südlich von Mulegé. Die Bezirksregierung ist in Santa Rosalía ansässig.
- Die Mission in Mulegé heißt Misión Santa Rosalía. Die Mission in Santa Rosalía dagegen heißt Santa Bárbara.
- Der Fluss durch Mulegé heißt offiziell Río Santa Rosalía (im Volksmund auch Río Mulegé).